# Peter Wegner
Peter A. Wegner (*  20. August 1932 in Leningrad; † 27. Juli 2017 in Providence (Rhode Island)) war ein US-amerikanischer Informatiker.
Wegner wurde in Leningrad als Sohn österreichischer Eltern geboren und wuchs zunächst in Wien auf, das er 1938 mit einem der Kindertransporte verließ. Er ging in London zur Schule und studierte Mathematik am Imperial College London und  an der Universität Cambridge mit dem Abschluss 1954. Damals konnte man dort noch nicht in Informatik promovieren, was bei ihm erst 1968 an der Universität London bei Maurice Wilkes erfolgte (Dissertation: Programming Languages, Information Structures, and Machine Organization). Mit Wilkes arbeitete er schon Mitte der 1950er Jahre am EDSAC-Computer. Nach seinem Abschluss in Cambridge war er bei der Prudential Insurance Company, an der  Pennsylvania State University, am MIT, wo er mit  Fernando Corbato am Multics Projekt arbeitete, an der London School of Economics und der Cornell University. Er war Professor an der Brown University, an der er seit 1969 war.
Er befasste sich unter anderem mit objektorientierter Programmierung, der Schnittstelle Computer-Mensch (Interactive Computing) und philosophischen Problemen (Church-Turing-These).
1968 war er Herausgeber der Curriculum-Empfehlungen der ACM für Informatik. Er war Herausgeber der ACM Computing Surveys und des Brown Faculty Bulletin.
Er war Fellow der Association for Computing Machinery. 1999 erhielt er das Österreichische Ehrenkreuz für Wissenschaft und Kunst I. Klasse.

## Schriften (Auswahl)
- Herausgeber: Introduction to system programming : proceedings of a symposium held at the London School of Economics, Juli 1962, Academic Press 1964
- An introduction to symbolic programming, London: Griffin 1966
- Programming Languages, Information Structures, and Machine Organization, McGraw Hill 1968, 1971
- mit Luca Cardelli: On Understanding Types, Data Abstraction and Polymorphism, ACM Computing Surveys, Band 17, 1985, S. 471–523
- mit Bruce Shriver: Research Directions in Object-Oriented Programming, The MIT Press, Cambridge, Massachusetts, London, England, 1987
- Why Interaction Is More Powerful Than Algorithms, Communications of the ACM., Mai 1997
- Computation Beyond Turing Machines, Communications of the ACM, April 2003
- mit Eugene Eberbach, Dina Goldin: Turing’s Ideas and Models of Computation, in: Christof Teuscher (Hrsg.), Alan Turing: Life and Legacy of a Great Thinker,  Springer 2004
- The Church-Turing Thesis: Breaking the Myth, CiE 2005, Amsterdam, LNCS 3526, Springer 2005, S. 152–168
- mit Dina Goldin, Scott A. Smolka:  Interactive Computation: the New Paradigm, Springer 2006